# Film produceret af Hammer
Dette er en kronologisk liste over film produceret af det engelske filmselskab Hammer.
Hammer, der stoppede som produktionsselskab sidst i 1970'erne men genopstod efter årtusindskiftet, er et af verdens mest kultdyrkede filmselskaber. Skønt Hammer er bedst kendt for sine mange horrorfilm, kan man på denne liste se, at Hammer også producerede film i mange andre genrer. Desuden kan man bl.a. se den kronologiske rækkefølge i selskabets populære filmserier om henholdsvis Grev Dracula og Frankenstein. Man kan også se, at selskabet var aktivt længe inden det fik sit store gennembrud med filmene The Curse of Frankenstein (1957) og Dracula (1958).

## Filmliste
- The Public Life of Henry the Ninth (1935)
- The Mystery of the Marie Celeste (1935)
- Polly's Two Fathers (1936)
- The Bank Messenger Mystery (1936)
- Song of Freedom (1936)
- Sporting Love (1936)
- River Patrol (1948)
- Man in Black (1949)
- Dick Barton Strikes Back (1949)
- Dr. Morelle: The Case of the Missing Heiress (1949)
- The Adventures of P.C. 49: Investigating the Case of the Guardian Angel (1949)
- Celia: The Sinister Affair of Poor Aunt Nora (1949)
- Meet Simon Cherry (1949)
- What the Butler Saw (1950)
- Someone at the Door (1950)
- The Lady Craved Excitement (1950)
- Room to Let (1950)
- Dick Barton at Bay (1950)
- Cloudburst (1951)
- The Rossiter Case (1951)
- To Have and to Hold (1951)
- The Dark Light (1951)
- A Case for PC 49 (1951)
- The Black Widow (1951)
- Death of an Angel (1952)
- The Last Page (1952)
- Wings of Danger (1952)
- Never Look Back (1952)
- Stolen Face (1952)
- The Gambler and the Lady (1952)
- Mantrap (1953)
- The Flanagan Boy (1953)
- Four Sided Triangle (1953)
- Spaceways (1953)
- Blood Orange (1953)
- The Saint's Return (1953)
- The Men of Sherwood Forest (1954)
- Face the Music (1954)
- Murder by Proxy (1954)
- The House Across the Lake (1954)
- Life with the Lyons (1954)
- Five Days (1954)
- A Stranger Came Home (1954)
- Third Party Risk (1954)
- Mask of Dust (1954)
- A Man on the Beach (1955)
- Eric Winstone's Stagecoach (1955)
- The Lyons in Paris (1955)
- Break in the Circle (1955)
- The Glass Cage (1955)
- The Quatermass Xperiment (1955)
- The Right Person (1955)
- Dick Turpin: Highwayman (1956)
- A Day of Grace (1956)
- Women Without Men (1956)
- X: The Unknown (1956)
- Man with a Dog (1957)
- The Curse of Frankenstein (1957)
- The Steel Bayonet (1957)
- Quatermass 2 (1957)
- The Abominable Snowman (1957)
- Tales of Frankenstein (tv-film, 1958)
- A Clean Sweep (1958)
- The Camp on Blood Island (1958)
- Dracula (1958)
- The Revenge of Frankenstein (1958)
- The Snorkel (1958)
- Further Up the Creek (1958)
- I Only Arsked! (1958)
- Don't Panic Chaps! (1959)
- Danger List (1959)
- The Hound of the Baskervilles (1959)
- Ten Seconds to Hell (1959)
- The Man Who Could Cheat Death (1959)
- Yesterday's Enemy (1959)
- The Ugly Duckling (1959)
- The Mummy (1959)
- The Stranglers of Bombay (1960)
- Never Take Sweets from a Stranger (1960)
- Hell Is a City (1960)
- The Brides of Dracula (1960)
- The Two Faces of Dr. Jekyll (1960)
- The Full Treatment (1960)
- Sword of Sherwood Forest (1960)
- Cash on Demand (1961)
- The Terror of the Tongs (1961)
- Visa to Canton (1961)
- Taste of Fear (1961)
- A Weekend with Lulu (1961)
- The Curse of the Werewolf (1961)
- Watch it, Sailor! (1961)
- Pirates of Blood River (1962)
- Captain Clegg (1962)
- The Phantom of the Opera (1962)
- The Scarlet Blade (1963)
- Paranoiac (1963)
- The Damned (1963)
- Maniac (1963)
- Gone Are the Days! (1963)
- The Kiss of the Vampire (1963)
- The Old Dark House (1963)
- Nightmare (1964)
- The Evil of Frankenstein (1964)
- The Devil-Ship Pirates (1964)
- The Gorgon (1964)
- The Curse of the Mummy's Tomb (1964)
- The Secret of Blood Island (1964)
- Fanatic (1965)
- She (1965)
- Hysteria (1965)
- The Brigand of Kandahar (1965)
- The Nanny (1965)
- The Plague of the Zombies (1966)
- Dracula: Prince of Darkness (1966)
- The Reptile (1966)
- Rasputin: The Mad Monk (1966)
- The Witches (1966)
- One Million Years B.C. (1966)
- A Challenge for Robin Hood (1967)
- Slave Girls (1967)
- The Mummy's Shroud (1967)
- Frankenstein Created Woman (1967)
- The Viking Queen (1967)
- Quatermass and the Pit (1967)
- Journey to Midnight (1968)
- Journey Into Darkness (1968)
- The Anniversary (1968)
- The Vengeance of She (1968)
- The Lost Continent (1968)
- The Devil Rides Out (1968)
- Dracula Has Risen from the Grave (1968)
- Wolfshead: The Legend of Robin Hood (1969)
- Frankenstein Must Be Destroyed (1969)
- Moon Zero Two (1969)
- Taste the Blood of Dracula (1970)
- Crescendo (1970)
- The Vampire Lovers (1970)
- When Dinosaurs Ruled the Earth (1970)
- Scars of Dracula (1970)
- The Horror of Frankenstein (1970)
- Lust for a Vampire (1971)
- Journey to Murder (1971)
- Countess Dracula (1971)
- Creatures the World Forgot (1971)
- On the Buses (1971)
- Twins of Evil (1971)
- Blood from the Mummy's Tomb (1971)
- Hands of the Ripper (1971)
- Dr Jekyll & Sister Hyde (1971)
- That's Your Funeral (1972)
- Nearest and Dearest (1972)
- Vampire Circus (1972)
- Mutiny on the Buses (1972)
- Straight on Till Morning (1972)
- Fear in the Night (1972)
- Dracula A.D. 1972 (1972)
- Demons of the Mind (1972)
- Man at the Top (1973)
- Love Thy Neighbour (1973)
- Holiday on the Buses (1973)
- Shatter (1974)
- The Satanic Rites of Dracula (1974)
- Captain Kronos – Vampire Hunter (1974)
- Frankenstein and the Monster from Hell (1974)
- The Legend of the 7 Golden Vampires (1974)
- Man About the House (1974)
- To the Devil a Daughter (1976)
- The Lady Vanishes (1979)
- Beyond the Rave (2008)